# 에스키모 (아이스크림)

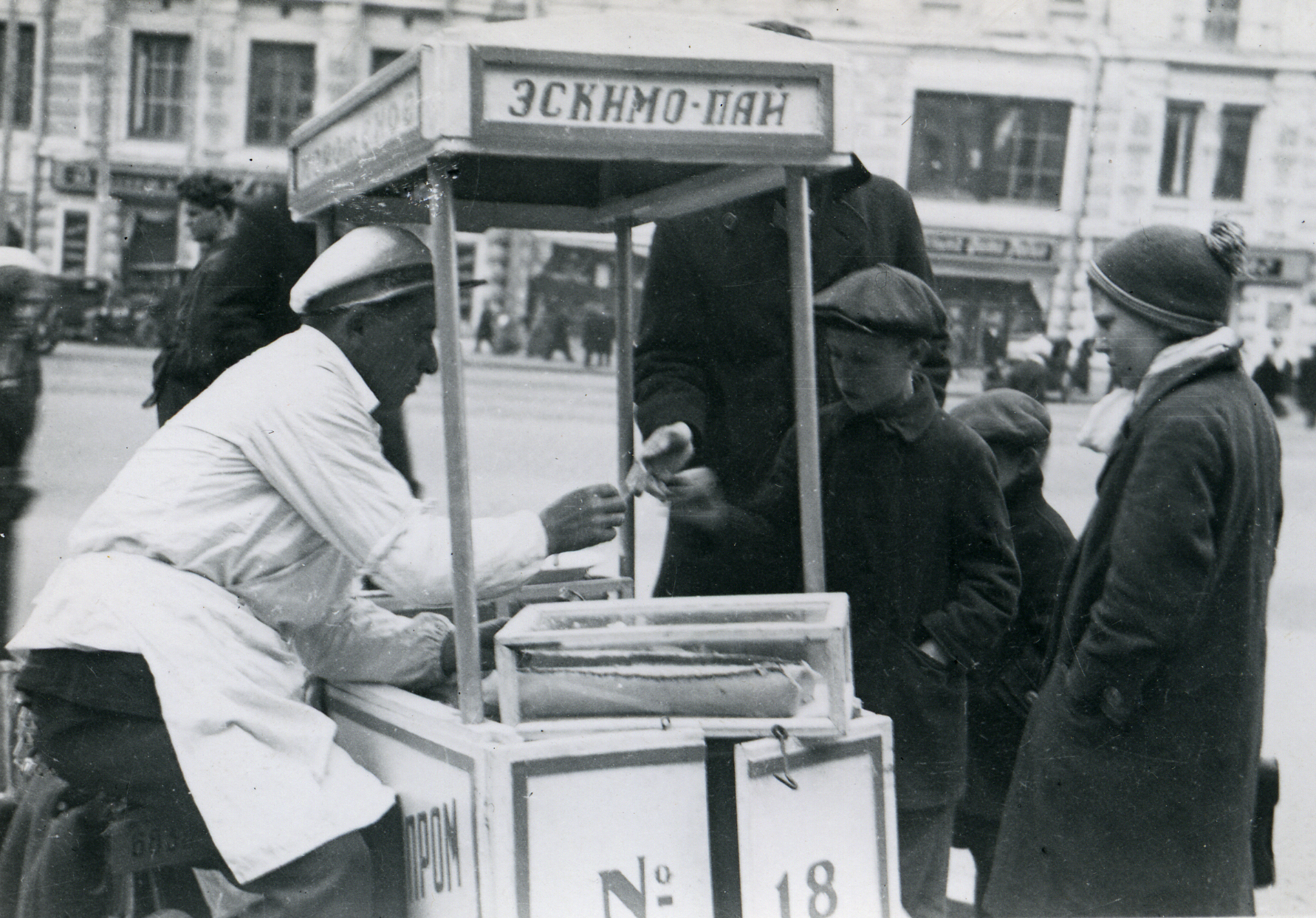
1935년 소련의 이동 매대에서 판매되고 있는 에스키모

에스키모(영어: Eskimo, 러시아어: Эскимо)는 미국의 아이스크림 브랜드이다. 과거에는 소련에서 판매된 적 있으며
북한에서는 아이스크림을 나타내는 표현으로 일반명사화되었다. 현재 미국 본토에서는 조지 플로이드 사건 여파로 결국 에스키모 대신 Edy`s Pie로 개명했다.
여담으로 삼양식품에서 서세원을 광고모델로 내세운 비슷한 이름의 아이스바를 시판한 적이 있으나 그것은 이 제품과 상관없는 롯데 아맛나의 유사품이었다.